# 1838年迪恩森林（據用）法令
《1838年迪恩森林（據用）法令》（英語：Dean Forest (Encroachments) Act 1838；1 & 2 Vict c 42）是英國國會的一項法令。
該法令所有當時尚未廢除的條文由《1971年野生動物及森林法律法令》第1(4)條及附表 （页面存档备份，存于）廢除。